# Onthophagus knulli
Onthophagus knulli är en skalbaggsart som beskrevs av Henry Fuller Howden och Cartwright 1963. Onthophagus knulli ingår i släktet Onthophagus och familjen bladhorningar. Inga underarter finns listade i Catalogue of Life.